# Kreis Röbel/Müritz
De Kreis Röbel/Müritz was een district in het Bezirk Neubrandenburg in de Duitse Democratische Republiek van 1952 tot en met 1990.
Altentreptow · Anklam · Demmin · Malchin · Neubrandenburg-Land · Neubrandenburg (stadskreis vanaf 1969) · Neustrelitz · Pasewalk · Prenzlau · Röbel/Müritz · Strasburg · Templin · Teterow · Ueckermünde · Waren